# Ludovik II., ugarsko-hrvatski kralj
Ludovik II. Jagelović (mađ. II. Lajos) (Budim, 1. srpnja 1506. – Mohač, 29. kolovoza 1526.), ugarsko-hrvatski te češki kralj od 1516. do 1526. godine, iz dinastije Jagelovića. Bio je posljednji vladar samostalnog Ugarskog kraljevstva, nakon čega je hrvatsko-ugarska kruna prešla u ruke dinastije Habsburg.
Krunidbom u Stolnom Biogradu postaje Hrvatsko-ugarskim kraljem 4. lipnja 1508. kad još nije navršio ni dvije godine. a za češkog kralja ni punu godinu kasnije (11. ožujka 1509.). Njegov otac Vladislav, koji je od Matije Korvina naslijedio moćno kraljevstvo, za odgajatelje mu je predodredio svog nećaka, brandenburškog markgrofa Jurja i strogog zapovjednika budimske tvrđave Ivana Bornemisu. Osoba koja je odgojitelje trebala nadgledati bio je kardinal Tomo Bakač, nakon smrti bivšeg kralja Matije Korvina vjerojatno najmoćnija osoba u kraljevstvu.
Na prijestolje je došao kao desetogodišnjak, nakon smrti svoga oca, kralja Vladislava II. Jagelovića. Nakon pada Beograda 1521. pod tursku vlast, jugoistočne granice Ugarske ostale su nezaštićene. Kako bi ojačao svoj položaj nasuprot Osmanlija Ludovik II. se 1522. oženio Marijom Austrijskom iz loze Habsburgovaca (unuka cara Maksimilijana I.), nadajući se da će tako pridobiti pomoć habsburške Austrije. S druge strane, Turci su to protumačili kao opasnost za svoje interese na Balkanu te su nastojali raskinuti taj savez. Njegova sestra Ana udala se za austrijskog nadvojvodu Ferdinanda I.
Poginuo je u bitki na Mohačkom polju tako što se ugušio u potoku zbog teškog oklopa i pada s konja. 
Kako nije ostavio potomke, izbila je borba za prijestolje između Ferdinanda I. te Ivana Zapolje.
Ludovikov osobni kapelan bio je Juraj Srijemac, koji je poslije postao tajnikom Ivanu Zapolji.

## Vanjske poveznice
- Ludovik II. Hrvatska enciklopedija

| Prethodnik:                   | Hrvatsko-ugarski kralj (1516. – 1526.) | Nasljednik:                  |
| Vladislav II. (1490. – 1516.) | Hrvatsko-ugarski kralj (1516. – 1526.) | Ferdinand I. (1526. – 1564.) |

| Prethodnik:                   | Češki kralj (1516. – 1526.) | Nasljednik:                  |
| Vladislav II. (1490. – 1516.) | Češki kralj (1516. – 1526.) | Ferdinand I. (1526. – 1564.) |